# Carabineros-Palastgarde

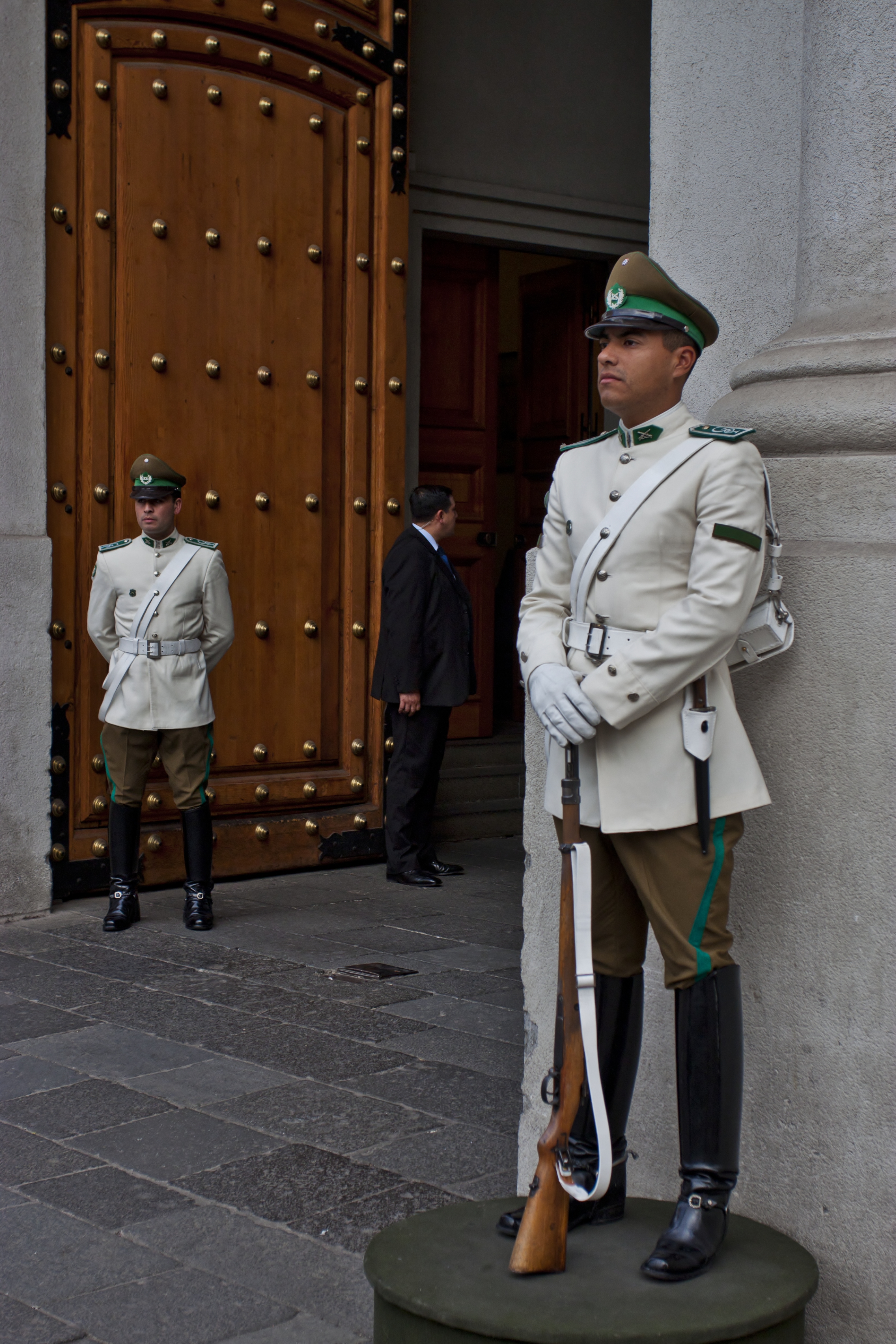
Der Wachposten am Eingang des Palastes

Die Palastgarde der Carabineros de Chile (span. Guardia de Palacio de Carabineros de Chile) ist eine Eliteeinheit der chilenischen uniformierten Polizei Carabineros de Chile, die für die Bewachung des Präsidentenpalastes La Moneda neben dem Nationalkongress und des Präsidentenpalastes Cerro Castillo in Viña del Mar zuständig ist. Der Leiter der Garde ist ein Polizeileutnant.

## Geschichte
1932 ordnete der kürzlich in seiner zweiten Amtszeit angetretene Präsident Arturo Alessandri Palma an, dass die Überwachung der Präsidialbüros ausschließlich der Polizei obliege. Zuvor wurde die Präsidentengarde gemeinsam von der chilenischen Armee und der Polizei organisiert. Infolgedessen wurde eine Gruppe von 200 Polizisten gebildet, angeführt von vier Leutnants und unter dem Kommando eines Hauptmanns, der als „Maschinengewehrtrupp“ bezeichnet wurde. Seitdem wird der Präsidentenpalast ununterbrochen von dieser Einheit der Protokoll- und Sicherheitspolizei bewacht.
Während des Putsches von 1973, bei dem Präsident Salvador Allende abgesetzt wurde, befahl der Direktor der Polizeischule, José Sánchez Stephens, die Entfernung der gesamten Truppe aus dem Palast. Der damalige Generaldirektor der Carabineros, José María Sepúlveda, benachrichtigte Allende über den Abzug der Palastgarde. So blieb Allende bis zu seinem Tod mit einer bewaffneten Gruppe seiner Leibwächter und einigen bewaffneten sozialistischen Militanten allein.
Bis 2001 war es nur eine männliche Polizeieinheit, als die ersten Frauen dem Bataillon beitraten. Sie waren die Sub-Leutnants Evelyn Ehrenfeld und Mirna Campos. Im April 2018 wurden die ersten beiden Frauen unter der Präsidentschaft von Sebastián Piñera als Wachposten am Palasteingang (span. Centinela) eingesetzt.
2012 wurde eine Elite-Schwadron für die Palastgarde geschaffen, die Teil der berittenen Polizeieinheit ist. Sie begannen, eine besondere und unverwechselbare Uniform der chilenischen berittenen Polizei der 1930er Jahre zu tragen.

## Aktivitäten

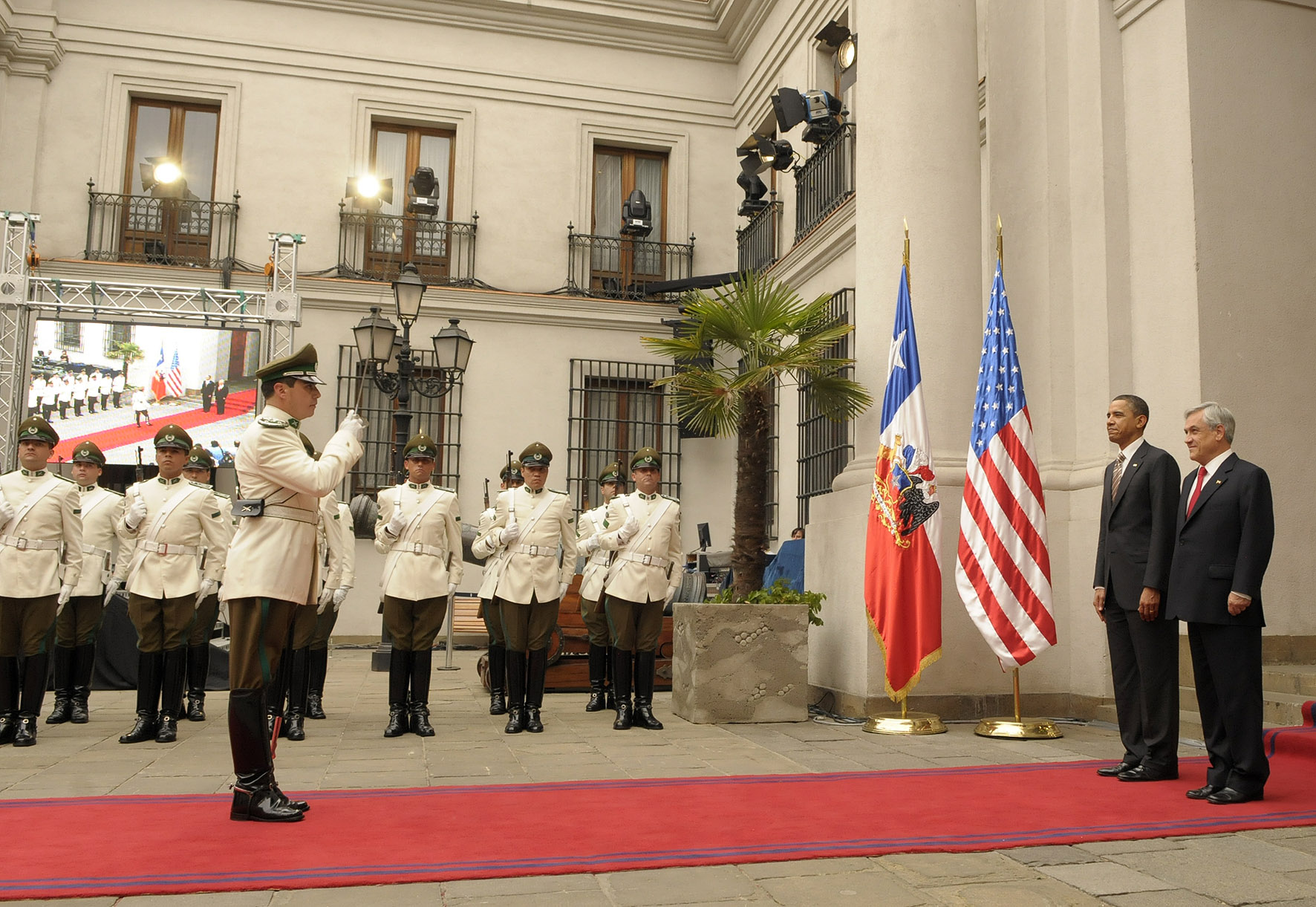
Die Palastgarde ehrt Barack Obama im 2011

Die Zeremonie der Wachablösung ist ein feierlicher Akt, der seit 1851 jeden zweiten Tag um 10 Uhr stattfindet und eine Parade und musikalische Darbietungen der Polizeikapelle umfasst. Es ist eine Touristenattraktion für Besucher des Präsidentenpalastes. Eine weitere protokollarische Funktion besteht darin, den Präsidenten jeden Montag zu begrüßen, wenn der Präsident der Republik den Palast betritt und ihm Ehrungen zuteilwerden. Ebenso sind sie für den Empfang und die Ehrung der im Palast eintreffenden Staatsbesuche zuständig.